# Krasimir Bezinski
Krasimir Smilenow Bezinski (bułg. Красимир Смиленов Безински; ur. 29 czerwca 1961 w Błagojewgradzie, zm. 22 kwietnia 2019 w Sofii) – bułgarski piłkarz grający na pozycji obrońcy. W swojej karierze rozegrał 25 meczów w reprezentacji Bułgarii.

## Kariera klubowa
Swoją karierę piłkarską Bezinski rozpoczął w klubie Pirin Błagojewgrad. W sezonie 1978/1979 roku zadebiutował w nim w pierwszej lidze bułgarskiej. W 1981 roku odszedł z Pirinu do CSKA Sofia. W sezonach 1981/1982 i 1982/1983 dwukrotnie z rzędu wywalczył z CSKA tytuł mistrzowski. W sezonie 1982/1983 zdobył też Puchar Bułgarii. Następnie w sezonach 1983/1984 i 1984/1985 zostawał wicemistrzem kraju. W tym drugim przypadku zdobył też swój drugi Puchar Bułgarii. Z kolei w sezonie 1986/1987 wywalczył z CSKA dublet (mistrzostwo oraz krajowy puchar). W sezonie 1987/1988 został wicemistrzem oraz zdobywcą pucharu kraju, a w sezonie 1988/1989 ponownie sięgnął po dublet.
W 1989 roku Bezinski odszedł z CSKA do portugalskiego klubu Portimonense SC. W sezonie 1989/1990 spadł z nim z Primeira Liga do Segunda Liga. W trakcie sezonu 1991/1992 odszedł z Portimonense i wrócił do CSKA. Został z nim mistrzem kraju, a w kolejnym sezonie zdobył z nim Puchar Bułgarii. W sezonie 1993/1994 grał w Izraelu, najpierw w Maccabi Ironi Aszdod, a następnie w Hapoelu Petach Tikwa. Karierę zakończył po sezonie 1994/1995 jako gracz Pirinu Błagojewgrad.
| Sezon   | Klub                 | Kraj       | Rozgrywki     | Mecze | Gole |
| ------- | -------------------- | ---------- | ------------- | ----- | ---- |
| 1978/79 | Pirin Błagojewgrad   | Bułgaria   | I liga        | 9     | 1    |
| 1979/80 | Pirin Błagojewgrad   | Bułgaria   | I liga        | 20    | 2    |
| 1980/81 | Pirin Błagojewgrad   | Bułgaria   | I liga        | 28    | 2    |
| 1981/82 | CSKA Sofia           | Bułgaria   | I liga        | 29    | 1    |
| 1982/83 | CSKA Sofia           | Bułgaria   | I liga        | 25    | 0    |
| 1983/84 | CSKA Sofia           | Bułgaria   | I liga        | 23    | 0    |
| 1984/85 | CSKA Sofia           | Bułgaria   | I liga        | 19    | 0    |
| 1985/86 | Sredec Sofia         | Bułgaria   | I liga        | 26    | 3    |
| 1986/87 | CFKA Sredec Sofia    | Bułgaria   | I liga        | 30    | 2    |
| 1987/88 | CFKA Sredec Sofia    | Bułgaria   | I liga        | 27    | 1    |
| 1988/89 | CFKA Sredec Sofia    | Bułgaria   | I liga        | 25    | 0    |
| 1989/90 | Portimonense SC      | Portugalia | Primeira Liga | 32    | 0    |
| 1990/91 | Portimonense SC      | Portugalia | Segunda Liga  | 38    | 1    |
| 1991/92 | Portimonense SC      | Portugalia | Segunda Liga  | 10    | 0    |
| 1991/92 | CSKA Sofia           | Bułgaria   | I liga        | 15    | 1    |
| 1992/93 | CSKA Sofia           | Bułgaria   | I liga        | 26    | 0    |
| 1993/94 | Maccabi Ironi Aszdod | Izrael     | Ligat ha’Al   | 14    | 1    |
| 1993/94 | Hapoel Petach Tikwa  | Izrael     | Ligat ha’Al   | 11    | 2    |
| 1994/95 | Pirin Błagojewgrad   | Bułgaria   | I liga        | 6     | 0    |

## Kariera reprezentacyjna
W reprezentacji Bułgarii Bezinski zadebiutował 9 października 1980 roku w przegranym 0:2 towarzyskim meczu z Argentyną, rozegranym w Buenos Aires. Grał m.in. w: eliminacjach do Euro 88, do MŚ 1990 i do MŚ 1994. Od 1980 do 1993 rozegrał w kadrze narodowej 25 meczów.